# Sortland (plaats)
Sortland is een plaats in de Noorse gemeente Sortland, provincie Nordland. Sortland telt 4679 inwoners (2007) en heeft een oppervlakte van 3,26 km².
Sortland, het regionaal centrum van Vesterålen, kreeg  zijn charter in 1997. Men noemt het ook de 'Blauwe stad aan de zee-engte'. Enkele personen hadden het idee opgevat om de huizen in verschillende schakeringen van blauw te schilderen, een idee dat later door de gemeentelijke overheid werd overgenomen. Niet alle eigenaars gingen hiermee akkoord. Er werd een tiental woningen in het centrum blauw geschilderd.
Archeologische vondsten in acht verschillende nederzettingen wijzen erop dat het gebied reeds 5000 jaar geleden bewoond was. De bevolking jagers-verzamelaars verplaatsten zich van nederzetting naar nederzetting.
Sinds 1984 is het hoofdkwartier van de kustwacht hier gevestigd. Sortland is ook een aanleghaven van Hurtigruten.